# 체온

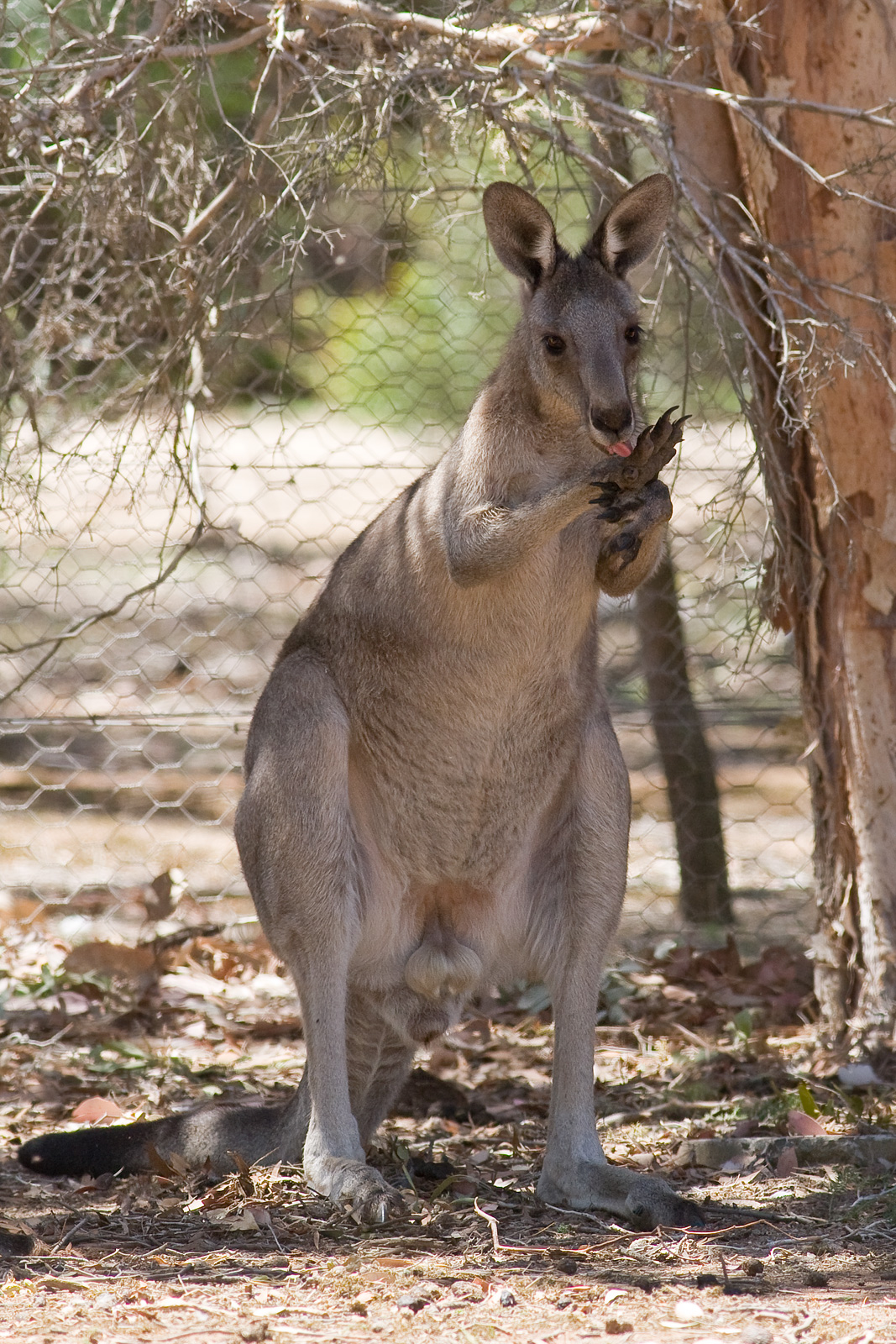
캥거루가 체온을 떨어트리기 위해 자신의 팔을 핥고있다.

체온(體溫, 영어: normal human body temperature, aka. normothermia 또는 euthermia) 은 위치와 시간에 따른 신체 내부의 온도를 말한다. 어떤 상황 아래서든, 어떤 곳이던지 측정해서 얻은 온도를 통해서는, 정상 혹은 건강한 체온을 나타내는 단 하나의 온도는 있을 수 없다. 정상 체온은 입안 체온 기준으로 35.7~37.4라고 본다.
몸의 여러 부분은 전부 다른 온도를 지닌다. 직장과 질의 측정법, 혹은 직접 신체의 기관 안의 온도를 쟀을 때에는 보통 입안의 온도를 쟀을 때보다 약간 높게 측정된다. 그리고 입안의 온도는 피부의 온도보다는 약간 더 높게 나타난다. 일상적으로 평균 신체 온도라 여겨지는 것은 섭씨 37.0도이다(화씨 98.6도). 보통 입안의 체온을 측정했을 때 관찰되는 온도는 섭씨 36.8도(화씨 98.2도)이다.
이렇게 신체의 온도는 부위에 따라 큰 차이가 나기 때문에 학술적으로는 체온을 '신체의 주요 내장의 온도로서, 실제로 측정할 수 있고 의미가 없는 우연한 변화를 하지 않는 곳의 온도'라고 정의한다. 이 조건에 가장 가까운 것으로서 항문에서 6cm 이상 들어간 곳에서 측정한 직장의 온도를 표준 체온으로 하고 있다. 그러나 임상적으로 언제나 직장 온도를 잰다는 것은 곤란한 일이기 때문에, 이것 대신에 겨드랑이의 온도를 잰다. 비록 위와 같은 온도를 보통의 온도로 생각하고는 있지만, 실제로는 상당히 다양한 체온의 범위가 조사되고 있다. 보통은 27도 이하이거나 43도 이상이면 사망에 이를 수 있다.
하루에 어느 때에 조사하느냐에 따라, 또 어떤 상황에 처해있었느냐에 따라 체온은 다양하게 변한다. 개인의 체온 변화에서 두 번째 반의 수면 사이클에 접어들었을 때가 가장 낮게 나타난다. 이를 네이디어(영어: nadir)라고 부른다. 이는 24시간 주기의 리듬 중 가장 중요한 요소들 중의 하나이다. 또한 체온은 사람이 배고플 때, 졸릴 때 그리고 추울 때에 따라서도 변한다.

## 같이 보기
- 체온 조절